# Bella Vita (2010)
Bella Vita ist eine deutsche Komödie des Regisseurs Thomas Berger aus dem Jahr 2010 und die erste Episode der Fernsehreihe Bella mit Andrea Sawatzki in der Titelrolle.

## Handlung
Isabella Jung, von allen nur Bella genannt, ist Hausfrau mit ganzer Seele. Zu seinem 50. Geburtstag gibt sie für ihren Mann Martin eine Überraschungsparty. Da er eigentlich allein mit seiner Frau feiern wollte und am liebsten mit ihr nach Paris gefahren wäre, ist er wenig erbaut von dem spontanen Fest. Aus Frust amüsiert er sich mit seiner jungen Arbeitskollegin und landet prompt mit ihr im Bett.
Alle anwesenden Gäste, die von diesem Seitensprung Kenntnis nehmen, sind genauso sprachlos wie Bella, und so zieht die betrogene Ehefrau noch am selben Abend gemeinsam mit ihrer 15-jährigen Tochter Lena ins Hotel.
Bella hofft auf eine Entschuldigung ihres Mannes, doch fällt die etwas anders aus, als sie erwartet hatte. Martin sieht seinen Fehler zwar ein, macht Bella aber auch darauf aufmerksam, dass ihre Ehe in den letzten Jahren ziemlich langweilig geworden war. Bella lässt sich dabei provozieren und meint, sie käme auch gut ohne einen Mann zurecht und so sucht sie sich mit ihrer Tochter eine Wohnung in Berlin-Kreuzberg.
Damit gerät sie allerdings in einen finanziellen Engpass, denn sie war bisher wirtschaftlich von ihrem Mann anhängig. Auf der Suche nach einem eigenen Einkommen nimmt sie erst einmal jeden Job an. Nachdem sie feststellt, dass ihre Grundeinstellung nicht unbedingt zu denen einer umsatzorientierten Angestellten passt, wird ihr schon am ersten Tag wieder gekündigt.
Auch beim nächsten Job läuft es nicht viel besser, dafür begegnet ihr unverhofft Martin. Lena denkt sogleich, dass sich ihre Eltern wieder vertragen würden und der „Abenteuerurlaub“ nun beendet ist. Als sie aber begreift, dass die Trennung ernst ist, packt sie ihre Sachen und zieht zu ihrem Vater zurück. Bella ist enttäuscht und findet Trost bei Sebastian, einem geschiedenen Polizeibeamten, der Bellas Probleme gut nachvollziehen kann. Er ermuntert sie herauszufinden, was sie eigentlich für sich möchte.
Als Lena nach einem Streit mit ihrem Vater zu ihrer Mutter fahren will, sieht sie, dass diese mit Sebastian zusammen ist, und kehrt enttäuscht um. Sie sucht bei ihrer Tante Ines Zuflucht, verschwindet aber auch hier wieder. Besorgt machen sich Bella und Martin auf die Suche nach ihrer Tochter. Sie wird schließlich von Sebastian aufgegriffen, der ihr klarmachen kann, dass sich ihre Eltern sehr um sie sorgen.
Glücklich darüber, dass sie drei sich wiedergefunden haben, scheint eine Versöhnung nahe. Bella übernachtet bei Martin, aber sie ist noch nicht bereit endgültig bei ihm zu bleiben. Sie will weiter ihr neues Leben erkunden – ein Zurückkehren empfindet sie als die falsche Richtung. Zudem hat sie gerade eine Anstellung in einem Technik-Callcenter bekommen. Ihre angenehme Stimme und ihre Fähigkeit einfühlsam auf andere Menschen einzugehen haben dort überzeugt. Ihren Feierabend begeht sie in einer kleinen Bar, in der sie zeitweise als Bedienung aushilft.

## Hintergrund
Die Serie wurde bereits im Sommer 2007 durch RTL angekündigt. Die Hauptrollen wurden Anja Herden, Antoine Monot, Jr., Jana Pallaske und Andrea Sawatzki zugeschrieben.
Bella Vita wurde 2010 in Berlin gedreht und erschien am 3. Juni 2011 auf DVD. 2012 folgte der Fortsetzungsfilm Bella Australia, 2013 dann zwei weitere Teile Bella Dilemma – Drei sind einer zu viel und Bella Familia – Umtausch ausgeschlossen. 2014 folgten zum Abschluss der Reihe Bella Casa – Hier zieht keiner aus! und Bella Amore – Widerstand zwecklos.

## Rezeption

### Einschaltquoten
Die Erstausstrahlung am 23. Oktober 2010 erreichte 5,41 Millionen Zuschauer, was einem Marktanteil von 16,9 Prozent entsprach.

### Kritiken
Rainer Tittelbach von tittelbach.tv meinte zu dieser Auftaktfolge: „Andrea Sawatzki spielt [ihre Rolle] als charismatisches Stehauf-Frauchen, bei dem man sich immer wieder fragt, wo sie ihre Energie hernimmt. Vor allem aus der Kraft des Genres. Die Autoren treiben das Sujet mit Witz, Esprit und Spuren von Ernsthaftigkeit in die (Tragi-)Komödie und machen so die Selbstfindungsgeschichte zu einem intelligenten Feelgood-Film.“
Die Kritiker der Fernsehzeitschrift TV Spielfilm vergeben die beste Wertung (Daumen nach oben) und werteten: „Flottes Tempo und gut aufgelegte Darsteller […] machen die Selbstfindungskomödie zu einem Spaß ohne Reue.“ Fazit: „Leicht, aber nicht blöd: eben Bella!“
Tilmann P. Gangloff schrieb für Kino.de: „‚Bella Vita‘ erzählt die Geschichte einer Frau in den so genannten mittleren Jahren, die aus allen Wolken fällt, aber auf den Füßen landet: weil sie die Katastrophe ihres Lebens als Chance begreift; auch wenn das eine Weile dauert.“ „Thomas Berger […] inszeniert die Handlung mit viel Schwung und einem großartigen Gespür für die komischen Szenen. Andrea Sawatzki müsste nach den Dreharbeiten eigentlich mit blauen Flecken übersät gewesen sein, weil Bella ständig Missgeschicke unterlaufen. Trotzdem wird der Film nie zur Klamotte.“
Bei der Prisma Online urteilte man: „Mit dem eher durchschnittlichen Krimi ‚Tatort – Am Ende des Tages‘ zog sich Andrea Sawatzki nach 17 Episoden aus Deutschlands erfolgreichster Krimiserie zurück, um sich endlich auch auf andere Projekte konzentrieren zu können. Allerdings sollte sie bei ihrer Rollenauswahl schon ein wenig sensibler agieren, denn diese gut besetzte und gespielte Komödie kommt einfach zu übertrieben daher. Das liegt nicht nur an dem Drehbuch von Georg Heinzen (‚Zwei Mädels auf Mallorca – Die heißeste Nacht des Jahres‘, ‚Gran Paradiso – Das Abenteuer Mensch zu sein‘) und Melanie Brügel (‚Im Zweifel für die Liebe‘), sondern auch an der Inszenierung von Krimi-Regisseur Thomas Berger (‚Kommissarin Lucas‘), der hier eine seiner wenigen Komödien vorlegte.“